# プルゲルノー
プルゲルノー （Plouguerneau、ブルトン語:Plougerne）は、フランス、ブルターニュ地域圏、フィニステール県のコミューン。コミューンのモットーは、ブルトン語で" Plougerne war sao"（「立ち上がれプルゲルノー」）である。

## 地理

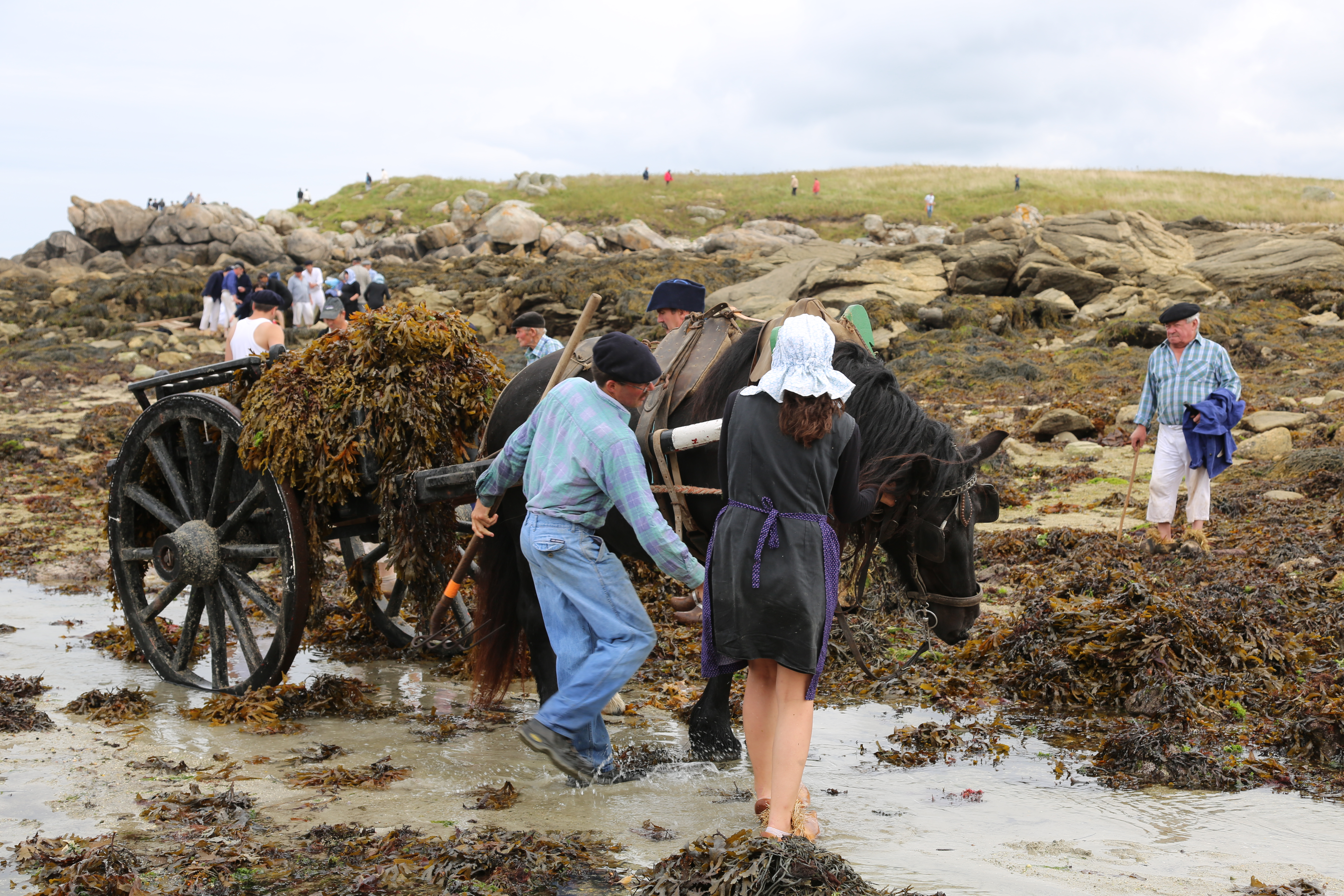
2012年に行われた海藻とりの様子

沿岸河川であるアベル・ヴラク川（fr）とイギリス海峡とに挟まれた位置にあり、プルゲルノーは、中心部であるプルゲルノー、海に面した西部のリリア、内陸に面した東のグルアネックという、3つの集落から構成されている。45kmに及ぶ海岸線ゆえに、コミューンは海藻とりの中心であった。
プルゲルノーは国道12号線（レンヌ＝ブレスト間）近くにある。ランデルノーで国道を下り、プルダニエルおよびレスネヴァン方面へ向かう。最寄りのTGV駅はブレストであり、最寄りの国際空港はおよそ30km離れたギパヴァにあるブレスト＝ブルターニュ空港である。

## 歴史

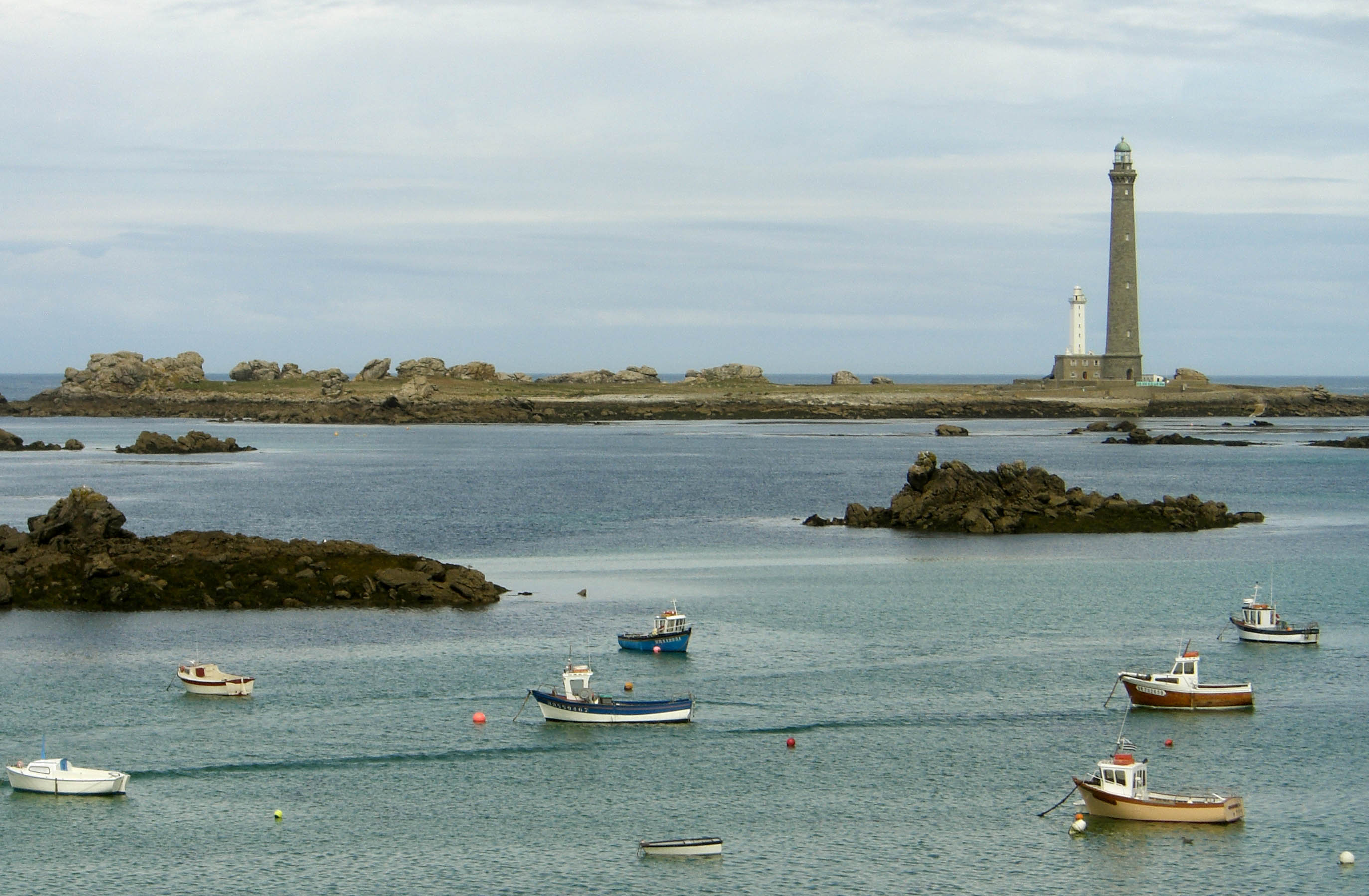
イル・ヴィエルジュ灯台

プルゲルノー教区は、レオン司教座の下にあるケメネ＝ティリ助祭管区の一部であった。教区にはトレメネックという小教区もあった。
プルゲルノー教区の第三身分は代表議員2人を送っていた。この2名は、レスネヴァンのセネシャルに対して出された第三身分陳情書に名を連ねている。
1793年3月、プルネヴェンテル、プルダニエル、ギセニー、ケルルアンといったコミューンとともに共和国政府に対して反乱を起こしたかどで、プルゲルノーは40,600リーヴルの罰金を払うよう命じられた。
1944年4月29日、カナダ海軍の駆逐艦HMCSアタバスカン（fr）が、ドイツ駆逐艦の攻撃を受けてイル・ヴィエルジュ灯台付近で沈没し、船員128人が死亡した。この船は今も同じ場所の深さ90mの位置に沈んでいる。

## 人口統計
| 1962年 | 1968年 | 1975年 | 1982年 | 1990年 | 1999年 | 2006年 | 2010年 |
| ------ | ------ | ------ | ------ | ------ | ------ | ------ | ------ |
| 6066   | 5750   | 5467   | 5317   | 5255   | 5628   | 6094   | 6393   |

参照元:1999年までEHESS、2000年以降INSEE

## ブルトン語
2007年の新学期時点で、プルゲルノーの児童11.8%が二言語教育の小学校に在籍していた。2010年12月17日、コミューン議会はブルトン語の日常使用促進を掲げるYa d'ar brezhoneg憲章批准を可決した。

## 史跡
- サン・ピエール・エ・サン・ポール教会 - 小さな聖人たちのパルドン祭りが毎年行われる
- グルアネックの教区教会 - 13世紀から15世紀。泉と納骨堂を備えた教会囲い地。
- 悪魔橋（Pont Krac'h） - ランニリスとプルゲルノー間に架かる。潮が満ちると水没する。明らかに古くにつくられたものだが、年代は不明である。
- イル・ヴィエルジュ灯台 - 高さ82.50mのヨーロッパ最大級の石造灯台。乳白色のタイルが張られた内部には、360段のらせん階段が設けられている[8]。

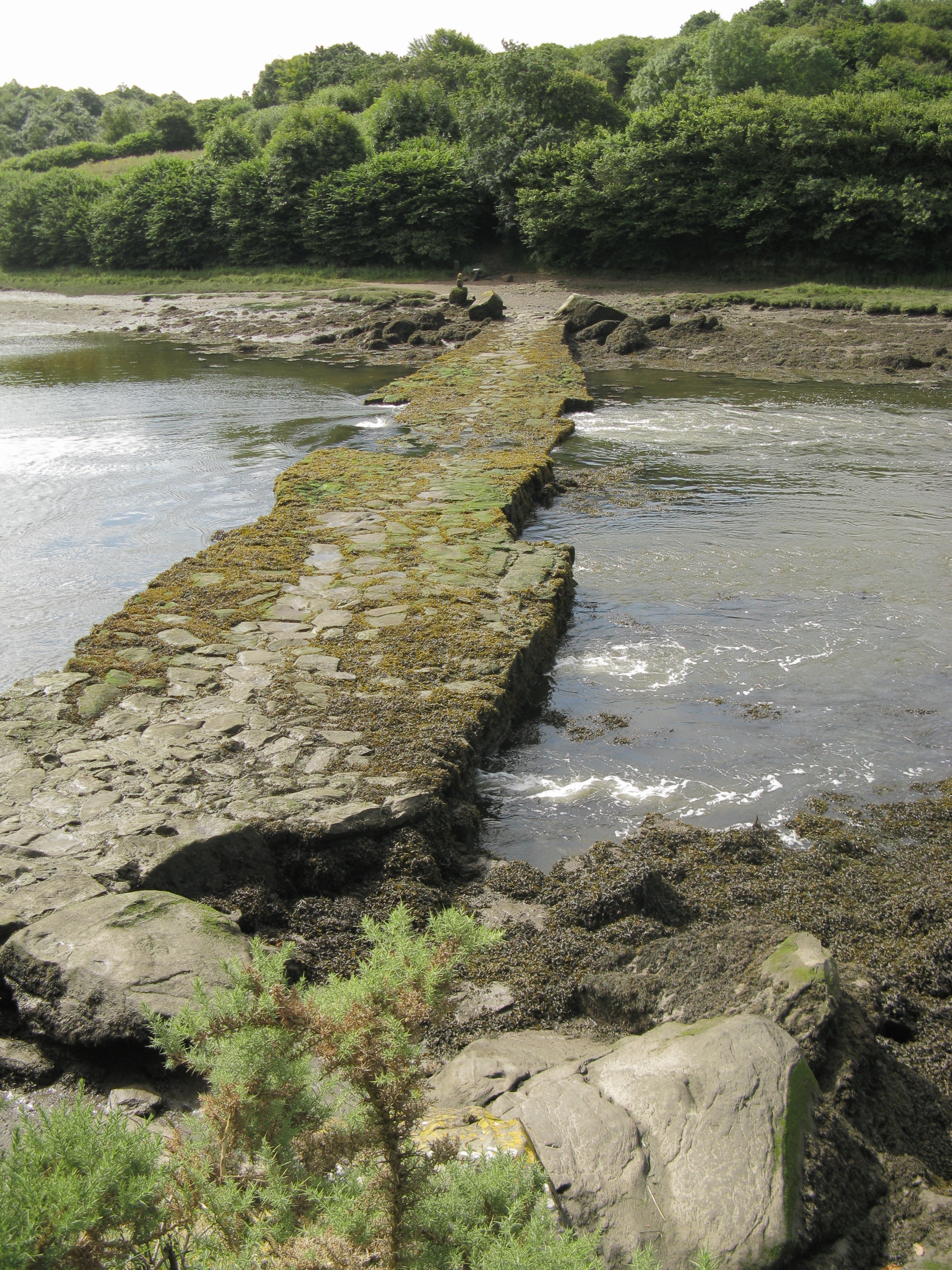
悪魔橋
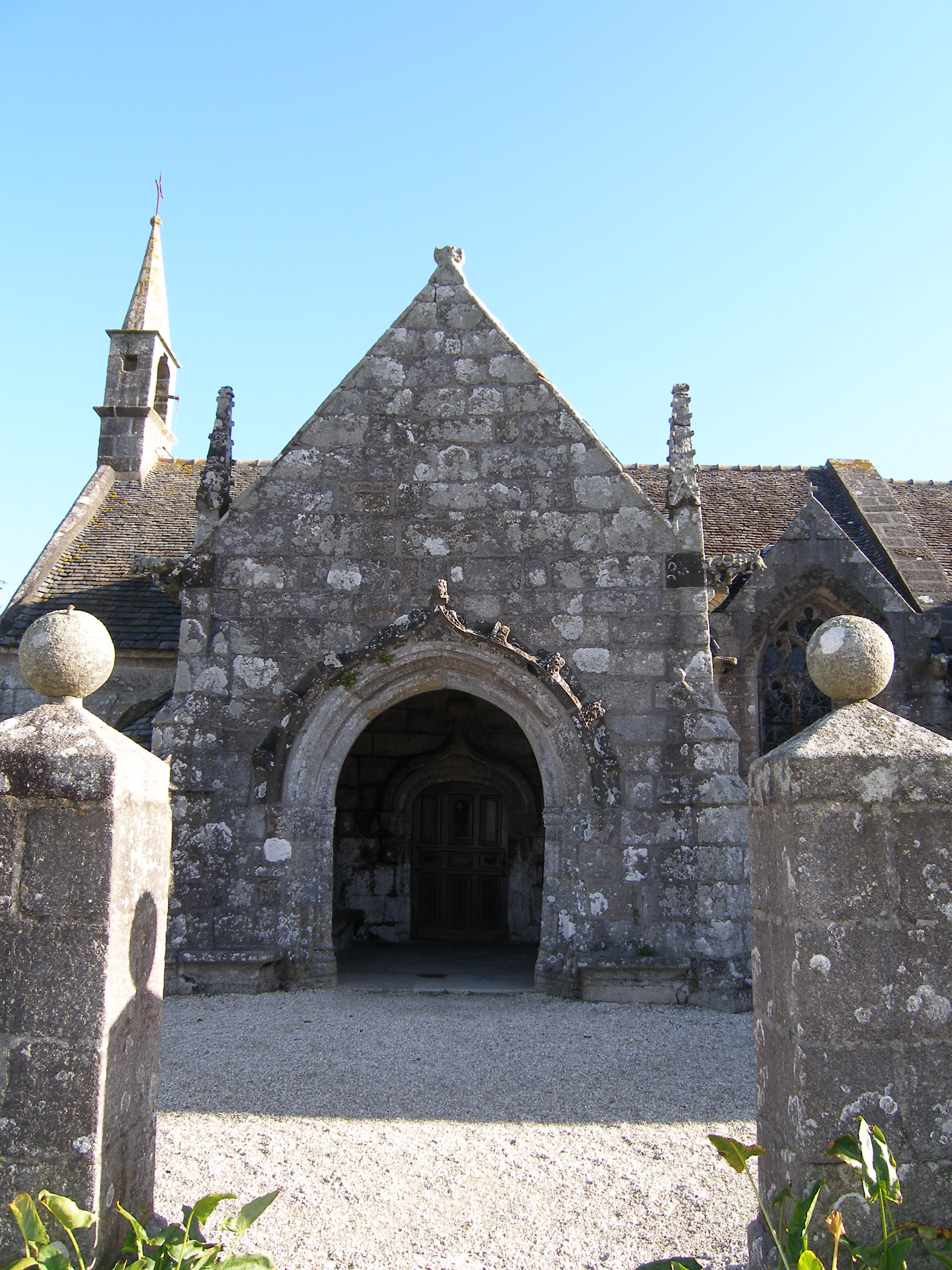
グルアネックの教区教会

## 姉妹都市
- エディンゲン＝ネッカーハウゼン[9]、ドイツ
- セント・ジャーマンズ、イギリス